# Mickelle Haest
Mickelle Haest (Utrecht, 1972) is een Nederlandse ondernemer, journalist en columnist.  Zij startte als eerste in Nederland een ouderinitiatief voor een ‘zwarte school’, was mede-initiatiefnemer van het Kenniscentrum Gemengde Scholen en van het buurtinitiatief ‘Geef om de Jan Eef’. Daarnaast was zij mede-initiatiefnemer van chocolademuseum Chocolate Nation in Antwerpen.

## Biografie
Haest begon in 1995 als redacteur verslaggever bij het VARA consumentenprogramma  Kassa en werkte vervolgens voor o.a.Het Lagerhuis en B&W. Vanaf 2000 werkte zij als verslaggever voor het RTL Nieuws.
In 2002 begon zij samen met Annetje Bootsma een ouderlobby voor het mengen van de toen nog “zwarte” basisschool Sint Jan in stadsdeel De Baarsjes in Amsterdam. Daarmee startte zij het eerste ouderinitiatief van Nederland. Tientallen volgden haar voorbeeld en ook in Scandinavië werd het idee van een ouderinitiatief omarmd. 
Vanaf 2004 schreef Haest voor onder andere het Volkskrant Magazine en het katern Wetenschap en Onderwijs van NRC. Samen met Greetje de Graaff schreef ze van 2004 tot 2008 maandelijks een column voor NRC Handelsblad onder de titel Haest en De Graaff.
Haest startte in 2007 samen met Guido Walraven het ‘Kenniscentrum Gemengde Scholen’. Walraven & Haest adviseerden via het kenniscentrum gemengde scholen, schoolbesturen en gemeenten waaronder Amsterdam, Rotterdam, Den Haag en Deventer. Aan het eind van dat jaar sprak Haest in Amsterdam het hele kabinet-Balkenende IV toe over ouderlobby's en het mengen van scholen.

### 2010 - 2014
In oktober 2010 kwam bij een overval op juwelier Hund in de Jan Evertsenstraat in Amsterdam West Fred Hund om het leven. Samen met Anita Groenink, Nathalie Rompa en Jeroen Jonkers besloot Haest om n.a.v. dit incident een bewonersinitiatief te starten. 
Onder de naam ‘Geef om de Jan Eef’ wilden ze laten zien dat de Jan Evertsenstaat alles in zich heeft om een van de parels te worden van Amsterdam West. Ze starten activiteiten en evenementen die erop gericht waren ondernemers te steunen, bewoners boodschappen te laten doen in de straat en positief nieuws uit de straat en de omliggende buurten te delen. Inmiddels is het initiatief uitgegroeid tot een grote groep betrokken en actieve burgers. Op Facebook en op straat is een grote Jan Eef community actief.
Geef om de Jan Eef’ werd tijdens het Open Innovatie Festival op het Amsterdamse stadhuis als Social Media succesvoorbeeld genoemd door social media strateeg Remco Janssen. Uit ‘Geef om de Jan Eef’ is de eerste winkelstraatvereniging van Nederland ontstaan die gerund wordt door zowel winkeliers als bewoners.
In juli van 2013 ontving Haest de Amsterdam Speld van de stad Amsterdam uit handen van wethouder Pieter Hillhorst. Zij kreeg de onderscheiding vanwege haar initiatief om van de St. Janschool een gemengde school te maken. De Amsterdam Speld is bedoeld voor Amsterdammers die zich gedurende minimaal zeven jaar op bijzondere wijze hebben ingezet voor de samenleving.
Daarnaast schrijft Haest wekelijks in de zaterdagbijlage “Tijd  ” van  Trouw over de belevenissen van een uitvaartverzorgster. Onder een pseudoniem schrijft ze verder voor verschillende glossy’s.
Haest werkte van 2011 tot de zomer van 2014 als teamchef media & publiciteit voor de Politie Amsterdam. 

### 2015 - 2024
Haest richtte mee Chocolate Nation op, het grootste Belgische chocolademuseum ter wereld. Chocolate Nation opende in maart 2019 de deuren in Antwerpen. Het museum won de Gault&Millau Culinary Innovators Marketing Award 2019 en staat in de top 10 van best bezochte musea en attracties van Antwerpen. Eind 2024 verkocht Haest haar aandelen in Chocolate Nation.   

### Overige publicaties
- 2005: Uitgeverij Podium publiceert het boek ‘Droomhuis voor een weekend’.
- 2005 – 2009: maandelijkse column in NRC.
- 2008: wekelijkse column ‘112’ over de ervaringen van 112-meldkamercentralist Rini van der Poel in Het Parool.
- Februari 2009: Uitgeverij Thomas Rap publiceert het boek ‘112 daar redt je levens mee’.
- Maart 2009: wekelijkse column in Parool bijlage “PS van de week” over de belevenissen van strafpleiter Peter Plasman.
- Oktober 2010: Uitgeverij Thomas Rap publiceert het boek ‘De praktijk van Plasman’.
- November 2010: wekelijkse column in Parool bijlage “PS van de week” over de belevenissen van de wijkagent.
- Maart 2011: Uitgeverij Thomas Rap publiceert het boek ‘De wijkagent’.
- Mei 2011 - oktober 2020: wekelijkse column in Trouw bijlage “Tijd" en Parool bijlage “PS van de week” over de belevenissen van de uitvaartverzorgster.
- April 2012: Uitgeverij Thomas Rap publiceert het boek “De laatste wens”.
- Maart 2012- februari 2013: Column Elegance
- April 2012 - heden: wekelijkse column in Parool bijlage “PS van de week” over de belevenissen van de verloskundige.
- April 2020: Uitgeverij Meulenhoff publiceert het boek “De Ooievaar”.